# Валдбрел
Валдбрел (њем. Waldbröl) град је у њемачкој савезној држави Северна Рајна-Вестфалија. Једно је од 13 општинских средишта округа Обербергиш. Према процјени из 2010. у граду је живјело 19.504 становника. Посједује регионалну шифру (AGS) 5374044, NUTS (DEA2A) и LOCODE (DE WAB) код.

## Географски и демографски подаци
Валдбрел се налази у савезној држави Северна Рајна-Вестфалија у округу Обербергиш. Град се налази на надморској висини од 200 - 400 метара. Површина општине износи 63,3 km². У самом граду је, према процјени из 2010. године, живјело 19.504 становника. Просјечна густина становништва износи 308 становника/km².

## Међународна сарадња
| Мјесто | Држава               | Врста сарадње | Од    |
| ------ | -------------------- | ------------- | ----- |
|        | Пољска               | партнерство   | 1996. |
| Витам  | Уједињено Краљевство | партнерство   | 1986. |
| Извор  |                      |               |       |